# Insomnia (film, 1997)
Pour les articles homonymes, voir Insomnia.
Pour plus de détails, voir Fiche technique et Distribution.
Insomnia est un film policier-thriller norvégien réalisé par Erik Skjoldbjærg, sorti en 1998. Il a eu un remake, Insomnia, réalisé par  Christopher Nolan en 2002.

## Synopsis
Jonas Engstrom, policier suédois chevronné en poste à Oslo, est envoyé avec son partenaire Erik Vik à Tromsø, au nord de la Norvège, pour épauler la police locale à la suite du meurtre de Tanja, une adolescente sauvagement agressée et dont le corps a été ensuite méticuleusement lavé pour ôter toute trace d'ADN de son meurtrier.
La police retrouve près d’une grange un sac de la victime et décide de tendre un piège à l’assassin en lui faisant croire qu’elle est à la recherche de ce sac qui pourrait être source d’indices. Le piège fonctionne mais le meurtrier parvient à s’échapper. En outre, lors de la course-poursuite qui s’est déroulée dans le brouillard, l’un des coéquipiers de Jonas prend une balle dans une jambe, tirée par l’assassin et, pire encore, Jonas abat Vik accidentellement avec son revolver. Jonas fait preuve de suffisamment de sang-froid pour récupérer l'arme que le tueur a laissée sur le sol.
Lors de sa déposition, il constate avec soulagement que la mort de Vik est mise sur le compte du meurtrier.
Le jour, quasi continuel à cette latitude en été (le meurtre a eu lieu dans la nuit du 28 au 29 mai), et la pression psychologique à la suite de la mort de Vik engendrent chez Jonas, homme solitaire et déjà en proie à des démons intérieurs, une insomnie persistante (d’où le titre du film).
Jonas va voir à l’hôpital son jeune coéquipier blessé et apprend à cette occasion que la balle n’a fait qu’effleurer sa jambe et est donc restée quelque part sur les lieux de l’échange de coups de feu.
Plus tard, lors de la reconstitution du drame, cette balle est retrouvée. Jonas comprend que l’enquête va rapidement établir que la balle qui a blessé son coéquipier et celle qui a tué Vik ne proviennent pas de la même arme, ce qui ne manquera pas de poser question.
Pour brouiller les pistes, Jonas tue froidement un chien (il dira plus tard qu’il n’aime pas les animaux, qu’il trouve « répugnants ») avec le revolver du tueur puis récupère la balle usagée sur le cadavre de l’animal. Ensuite, il va dans les locaux de la police ouvrir les scellés qui contiennent la balle qui a tué Vik (provenant de son propre revolver) et met à sa place la balle qui a tué le chien. Il y a ainsi désormais concordance entre la balle qui a blessé son coéquipier et celle qui a tué Vik.
C’est alors que le meurtrier se rappelle à lui en venant rôder jusqu’à son hôtel en interrogeant Ane, la jeune femme qui tient la réception.
Jonas décide alors de cuisiner Froya, la meilleure amie de l’adolescente tuée, qui finit par lui révéler son nom, un certain Jon Holt avec lequel la jeune fille avait pris contact après avoir lu un de ses livres.
Jonas s’introduit chez celui-ci en son absence et emporte son agenda. Peu de temps après l’homme l’appelle et le menace à mots couverts.
Grâce à l’agenda de l’écrivain, Jonas retrouve celui-ci. L’homme, d’âge mur, jaloux et cynique, prétend que le meurtre de l’adolescente fut un accident. Lors d’un face à face tendu, il révèle à Jonas qu’il l’a vu tuer son collègue et lui fait comprendre que ce sera donnant-donnant : ou Jonas le couvre ou il le dénoncera pour le meurtre de Vik. Jonas lui réplique tranquillement que c’est la balle de son arme qu’on a retrouvée sur le corps et qu’elle correspond à l’arme qui a blessé son équipier. Mais l’écrivain lui répond qu’il n’a jamais eu d’arme enregistrée à son nom. Jonas se résigne alors à le couvrir.
Pour éloigner les soupçons qui pourraient conduire la police locale à cet homme, Jonas va dissimuler l’arme du crime au domicile d’Eilert, le petit ami de la victime.
L’interrogatoire de l’écrivain, mené en compagnie de Hilde Hagen, l’enquêtrice locale, ne mène à rien de probant.
Sur ces entrefaites, l’échec cuisant de Jonas avec Ane, la jeune femme qui tient l’accueil à son hôtel, pourtant au départ bien disposée à son égard, illustre ses sérieux problèmes avec les femmes.
Plus tard, le meurtrier vient relancer Jonas dont le comportement l’inquiète. Il ne le trouve pas fiable et insinue par ailleurs que Vik en savait peut-être trop sur les méthodes de Jonas, raison pour laquelle celui-ci l’a tué.
Hilde Hagen, l’enquêtrice locale, doute de la culpabilité d’Eilert et se pose des questions, elle aussi, sur Jonas. Elle soupçonne l’écrivain et veut l’interroger. Jonas et elle conviennent de se retrouver chez ce dernier, mais celui-ci parvient à s’enfuir. Jonas le retrouve seul dans des entrepôts abandonnés, là où s’est déroulé le crime. Mais, au cours de la poursuite, le meurtrier traverse des lames de plancher pourries et se noie.
L’enquête est close. Jonas range ses affaires, mission accomplie. Hilde Hagen vient lui dire au revoir, mais, pour lui montrer qu’elle n’est pas dupe, lui laisse sur la table basse la douille de la balle de son revolver, retrouvée sur la plage. Il pourra repartir sans être autrement inquiété mais toujours avec ses problèmes.

## Fiche technique
Sauf indication contraire, les informations mentionnées dans cette section peuvent être confirmées par la base de données cinématographiques IMDb,  présente dans la section « Liens externes ».
- Titre : Insomnia
- Réalisation : Erik Skjoldbjærg
- Scénario :  Nikolaj Frobenius et Erik Skjoldbjærg
- Musique : Geir Jenssen
- Décors : Eli Bø
- Costumes : Runa Fønne
- Photographie : Erling Thurmann-Andersen
- Son : Petter Fladeby, Kari Nytrø, Randall Meyers
- Montage : Håkon Øverås
- Production : Tomas Backström, Petter J. Borgli et Tom Remlov
- Sociétés de production[1] : Norsk Film, en coproduction avec Nordic Screen Production AS, avec le support de Norsk Filminstitutt
- Sociétés de distribution[1] : Norsk Filmdistribusjon (Norvège), Les Acacias (France)
- Budget : n/a
- Pays d'origine :  Norvège
- Langue originale : norvégien, suédois
- Format[2] : couleur - 35 mm - 1,85:1 (Panavision) - son Dolby
- Genres : policier, thriller
- Durée : 96 minutes
- Dates de sortie[3] :
  - Norvège : 14 mars 1997
  - France : 19 août 1998
  - Canada : 7 septembre 1997 (Festival international du film de Toronto)
  - Argentine : 16 novembre 1997 (Festival international du film de Mar del Plata)
- Classification[4] :
  -  Norvège : 15 - 15 years (young down to 12 years accompanied by an adult) (15 ans - Jeune jusqu'à 12 ans accompagné d'un adulte)[5].
  -  France : Tous publics (visa d'exploitation no 95152 délivré le 18 août 1998)[6].

## Distribution
- Stellan Skarsgård : Jonas Engström
- Maria Mathiesen : Tanja Lorentzen
- Sverre Anker Ousdal : Erik Vik
- Gisken Armand : Hilde Hagen
- Kristian Figenschow : Arne Zakariassen
- Thor Michael Aamodt : Tom Engen
- Frode Rasmussen : le chef de la police
- Bjørn Moan : Eilert
- Maria Bonnevie : Ane
- Marianne O. Ulrichsen : Frøya
- Bjørn Floberg : Jon Holt

## Accueil

### Accueil critique
Aux États-Unis, le long-métrage a reçu un accueil critique favorable :
- Les utilisateurs du site Internet Movie Database ont donné un vote moyen pondéré de 7,3⁄10 sur la base de 12 988 critiques[10].
- Sur le site agrégateur américain Rotten Tomatoes, le film bénéficie d'un taux d'approbation de 97 % basé sur 38 opinions (37 critiques positives et 1 négative) et d'une note moyenne de 7,91⁄10[7].

En France, les retours sont tout aussi favorables :
- Le site Allociné recense une moyenne de 3,3⁄5 sur la base 23 critiques de la part des spectateurs[8].
- Sur le site SensCritique, le long métrage obtient une moyenne de 6,9⁄10 sur la base de 373 retours du public dont 22 coups de cœur et 675 envies[11].
- Quant à l'hebdomadaire culturel français Télérama, il recense une moyenne de ses lecteurs de 3,45⁄5 pour 51 critiques[9].

### Box-Office
| Pays ou région            | Box-office               | Date d'arrêt du box-office | Nombre de semaines |
| ------------------------- | ------------------------ | -------------------------- | ------------------ |
| États-Unis (1er week-end) | 20 366 $                 | du 29 au 31 mai 1997       | -                  |
| États-Unis Canada         | 227 569 $                | -                          | -                  |
| États-Unis                | 49 000 entrées (approx.) | -                          | -                  |
| France Paris              | 19 342 entrées 0 entrées | -                          | -                  |
| Total hors États-Unis     | -                        | -                          | -                  |
| Total mondial             | 227 569 $                | -                          | -                  |

## Distinctions
En 1997, Insomnia a obtenu 2 nominations dans diverses catégories mais n'a remporté aucun prix.

### Nominations
- Festival de Cannes 1997 : Caméra d'or pour Erik Skjoldbjærg.
- Festival international du film de Mar del Plata 1997 : compétition internationale du meilleur film pour Erik Skjoldbjærg.

## Autour du film
- Le film a eu un remake sorti en 2002.

## Editions en vidéo
- Insomnia est sorti en DVD le 13 juillet 1999 et en VOD le 1er mars 2019[16].